# Join the Team Player Records
Join the Team Player Records war ein deutsches Musiklabel mit Sitz in München. Es wurde 1997 von Ivonne Kreye und Marco Walzel gegründet, die zusammen zuvor auch die Booking-Agentur Avocado Booking gegründet hatten. Die Einnahmen aus dem erfolgreichen Booking-Geschäft wurden dabei immer wieder in das Label transferiert, bis dieses 2004 letztmals einen Tonträger veröffentlichte. Stilistisch bewegte sich die Bandbreite der Veröffentlichungen von Thrash Metal, Hardcore Punk und Metalcore bis hin zu Post-Hardcore.

## Veröffentlichungen (Auswahl)
- Anthem of the Century – The Enduring Vision (2000)
- Boysetsfire – Suckerpunch Training (Maxi, 2000)
- Cataract – War Anthems (7", 1999)
- Champion – Time Slips Away (Kompilation, 2004)
- Closet Monster – Killed the Radio Star (2002)
- Darkest Hour – The Mark of the Judas (2000)
- Ensign – Love the Music, Hate the Kids (2003)
- Himsa – Courting Tragedy and Disaster (2003)
- My Hero Died Today – Definition: Kill, Kill, Kill (1998)
- Paint the Town Red – Pt. II: Home Is Where the Hate Is (2004)
- Sheer Terror – Love Songs for the Unloved (2004)
- Static 84 – The Servants Are Rising (2000)